# Habana Blues
Habana Blues es una película hispano-cubana del año 2004 dirigida por Benito Zambrano y protagonizada por Alberto Yoel, Roberto San Martin, Yailene Sierra y Zenia Marabal. Contiene mucha música cubana contemporánea, y trata temas como el arte contra el comercio, el nacionalismo contra el globalismo, y el comunismo contra el capitalismo. 

## Argumento
Cuenta la historia de dos jóvenes músicos, Ruy y Tito, cuya música es una mezcla de música tradicional cubana, del rock and roll y el blues, que consiguen posibilidad de salto internacional gracias a una empresa española de grabación con ciertas condiciones que ponen en entredicho su moral y principios, con un fin comercial. 
Ruy considera esto una traición a la música en su pureza y opina que aunque viva en una situación solo mejorable no es suficiente para servir de "marioneta", y a eso se le suma el miedo que supone dejar su isla y enfrentarse a un mundo oscilante. En cambio, Tito entiende la fuerza comercial que hay detrás del plan: la empresa española invierte dinero para conseguir una vuelta a cambio de su inversión. Ruy empieza a usar estilos más tradicionales como una forma de demostrar su ansiedad de dejar el país que le gusta tanto.

## Producción

### Reparto
El filme incorpora en los papeles principales a los siguientes actores:
- Alberto Yoel García como Ruy
- Roberto San Martín como Tito
- Yailene Sierra como Caridad
- Mayra Rodríguez como Lucía
- Ernesto Escalona como Carlitos
- Marta Calvó como Marta
- Roger Pera como Lorenzo
- Osvaldo Diomeadiós como Roger
- Zenia Maravall como Luz María
- Giordano Serrano como Giordano

## Premios y candidaturas
Goya 2005
| Categoría                     | Persona | Resultado |
| ----------------------------- | --- | --------- |
| Mejor música original         | Juan Antonio Leyva, Magda Rosa Galbán, José Luis Garrido, Equis Alfonso, Dayan Abad, Descemer Bueno, Enrique Ferrer Orsini ,Kelvis Ochoa y Rolando Berrio | Ganadores |
| Mejor montaje                 | Fernando Pardo | Ganador   |
| Mejor director                | Benito Zambrano | Nominado  |
| Mejor dirección de producción | Eduardo Santana y Ernesto Chao | Nominados |

Medallas del Círculo de Escritores Cinematográficos de 2005
| Categoría            | Persona | Resultado |
| -------------------- | --- | --------- |
| Mejor música         | Juan Antonio Leyva, Magda Rosa Galban, José Luis Garrido, Equis Alfonso, Dayan Abad, Descemer Bueno, Enrique Ferrer Orsini y Kelvis Ochoa | Ganadores |
| Mejor película       | Mejor película | Nominada  |
| Mejor director       | Benito Zambrano | Nominado  |
| Mejor montaje        | Fernando Pardo | Nominado  |
| Mejor guion original | Benito Zambrano y Ernesto Chao | Nominados |

Premios ACE
| Categoría      | Persona         | Resultado |
| -------------- | --------------- | --------- |
| Mejor actor    | Alberto Yoel    | Ganador   |
| Mejor director | Benito Zambrano | Ganador   |

Premios de la Música
| Categoría                                           | Persona | Resultado |
| --------------------------------------------------- | --- | --------- |
| Mejor Álbum de Banda sonora de Obra Cinematográfica | Andrés Levin, Ileana Padron, José Luis Garrido, Equis Alfonso, Dayan Abad, Javier Krahe, Enrique Ferrer Orsini, Carlos Chaouen y Kelvis Ochoa y Rolando Berrio | Ganadores |

Premios Turia
| Categoría               | Receptor        | Resultado |
| ----------------------- | --------------- | --------- |
| Mejor película española | Benito Zambrano | Ganador   |